# 洛乌希 (市级镇)
洛乌希（羅馬化：Loukhi）是俄罗斯卡累利阿共和国的市级镇、洛乌希区行政中心，位于共和国北部帕诺沃湖（Паново）畔，在共和国首府彼得罗扎沃茨克北偏西方。
该地以史诗《卡勒瓦拉》中的娄希命名。2021年人口有3,749人；2010年人口4,772；2002年人口5,920；1989年人口6,405。